# Serge Akakpo
Serge Ognadon Akakpo (Lomé, 15 ottobre 1987) è un allenatore di calcio ed ex calciatore togolese, di ruolo difensore, attuale vice-allenatore del Sainte-Genevieve.

## Carriera

### Club
Comincia a giocare nelle giovanili del AJ Auxerre, passando poi nel 2004 all'Auxerre B dove colleziona 54 presenze. Dal 2006 entra a far parte dell Auxerre, dove mette insieme 33 presenze senza mai segnare. Nel gennaio del 2009 passa al Fotbal Club Vaslui dove gioca 18 partite e segna le sue prime due reti tra i professionisti. Gioca poi nella stagione 2010-2011 nel NK Celje dove colleziona 31 presenze segnando 3 reti.

### Nazionale
Dal 2005 al 2007 fa parte delle rappresentative francesi U17 e U19, prima di scegliere la squadra nazionale togolese di cui è capitano.
L'8 gennaio 2010 venne ferito nell'attacco a bordo del pullman con alcuni compagni della nazionale nel gennaio 2010, mentre stavano per partecipare alla Coppa d'Africa 2010.